# How Pimple Saved Kissing Cup
How Pimple saved Kissing Cup és una pel·lícula còmica protagonitzada pel personatge Pimple (Mim similar a Charlot, Buster Keaton, etc.). És una pantomima entorn d'un famós cavall de curses britànic anomenat Kissing Cup. Sobre aquest tema s'han filmat altres pel·lícules (Vegeu Kissing Cup i Kissing Cup's Race).

## Altres crèdits
- So: muda
- Color: blanc i negre
- Productora: Phoenix